# Giro di Lombardia 1975
Il Giro di Lombardia 1975, sessantanovesima edizione della corsa, fu disputata l'11 ottobre 1975, su un percorso totale di 266 km. Fu vinta dall'italiano Francesco Moser, giunto al traguardo con il tempo di 7h24'00" alla media di 35,946 km/h, precedendo i connazionali Enrico Paolini e Alfredo Chinetti.
Presero il via da Milano 106 ciclisti e 18 di essi portarono a termine la gara.

## Ordine d'arrivo (Top 10)
| Pos. | Corridore                | Squadra     | Tempo   |
| ---- | ------------------------ | ----------- | ------- |
| 1    | Francesco Moser          | Filotex     | 7h24'00 |
| 2    | Enrico Paolini           | Scic        | s.t.    |
| 3    | Alfredo Chinetti         | Furzi-Vibor | s.t.    |
| 4    | Roger De Vlaeminck       | Brooklyn    | a 1'17" |
| 5    | Freddy Maertens          | Carpenter   | s.t.    |
| 6    | Eddy Merckx              | Molteni     | s.t.    |
| 7    | Gianbattista Baronchelli | Scic        | s.t.    |
| 8    | Wladimiro Panizza        | Brooklyn    | a 5'55" |
| 9    | Antoon Houbrechts        | Bianchi     | a 8'55" |
| 10   | Jos Jacobs               | Ijsboerke   | a 9'34" |